# Municipio de Sand Creek (Iowa)
El municipio de Sand Creek (en inglés: Sand Creek Township) es un municipio ubicado en el condado de Union en el estado estadounidense de Iowa. En el año 2010 tenía una población de 243 habitantes y una densidad poblacional de 2,65 personas por km².

## Geografía
El municipio de Sand Creek se encuentra ubicado en las coordenadas 40°56′41″N 94°10′36″O / 40.94472, -94.17667. Según la Oficina del Censo de los Estados Unidos, el municipio tiene una superficie total de 91.68 km², de la cual 91,29 km² corresponden a tierra firme y (0,42 %) 0,39 km² es agua.

## Demografía
Según el censo de 2010, había 243 personas residiendo en el municipio de Sand Creek. La densidad de población era de 2,65 hab./km². De los 243 habitantes, el municipio de Sand Creek estaba compuesto por el 98,77 % blancos, el 0,41 % eran afroamericanos y el 0,82 % eran de una mezcla de razas. Del total de la población el 1,65 % eran hispanos o latinos de cualquier raza.